# 東帝士量販賣場
東帝士量販賣場（英文：TUNTEX-MART）是一間位於台灣基隆市安樂區的量販店，於1994年3月27日開幕，總樓地板面積約為2,057坪，由東帝士關係企業旗下公司東逸企業經營。2019年2月18日結束營業。

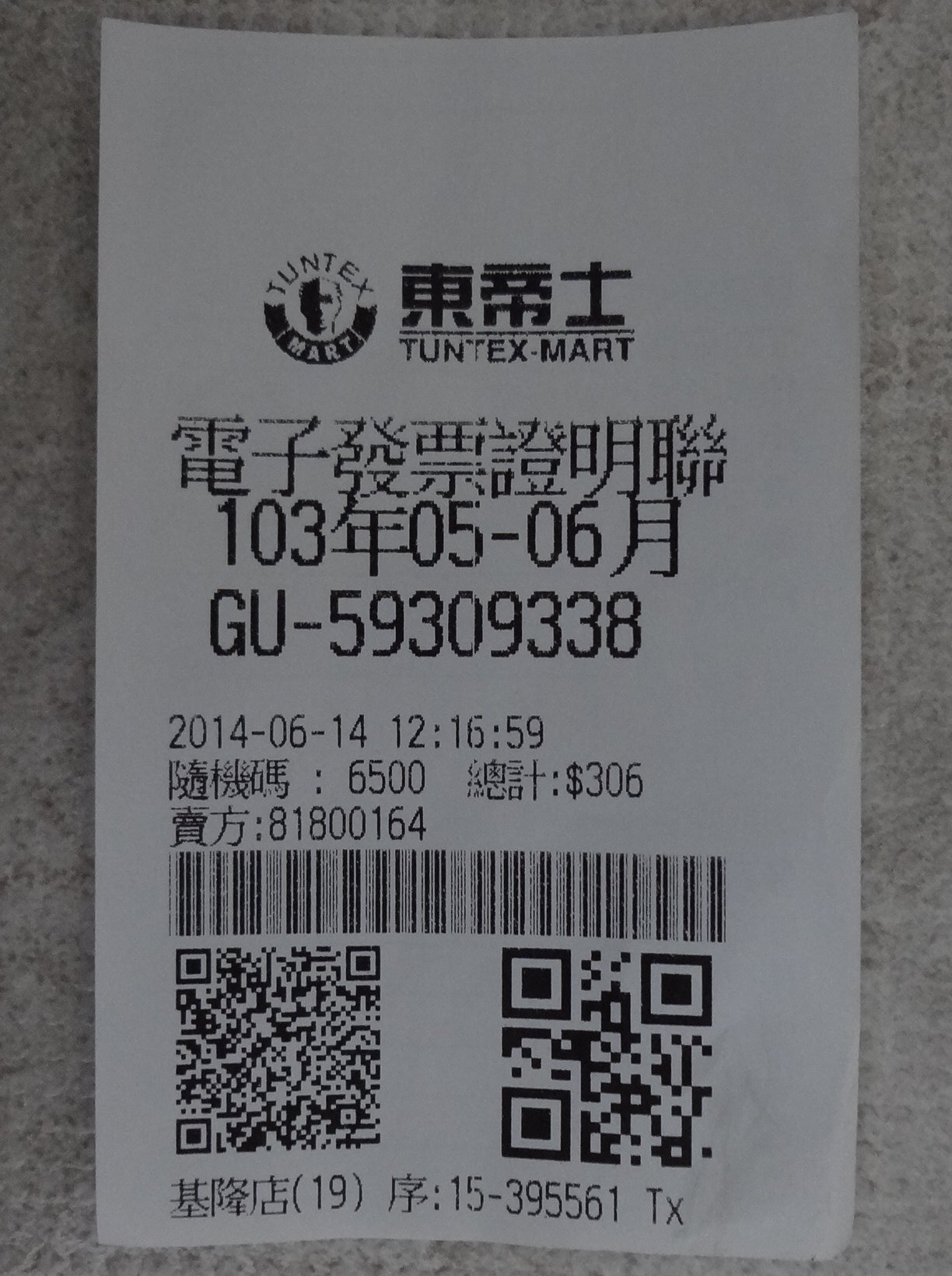
東帝士量販開立的紙本電子發票

## 簡介
東帝士開業初期是以倉儲批發方式經營，故當時稱為東帝士批發倉庫，後來才將名稱改為「東帝士量販賣場」。由於東帝士批發倉庫僅有單一據點、營運不易，1998年曾邀請大潤發「代管」體質不良的東帝士基隆店，並於1999年8月和大潤發策略聯盟，透過大潤發的通路規模以提高商品毛利潤及營業額，提昇整體營運績效。
2014年11月24日，南山人壽以新台幣11.94億元標得基隆市安樂區新城段220地號的土地與其建築物（包含東帝士量販在內），土地面積10,633.08坪、建物面積20,400.52坪，現在為量販（B棟）與倉儲（A棟）使用。
東逸企業（包含東帝士量販與台南市東帝士百貨）曾與聯邦銀行合作發行信用卡「東逸聯名卡」。東帝士量販曾於2010年4月15日~2015年12月31日期間提供免費購物小巴士服務，共有紅、藍、綠等三條路線。

## 賣場樓層
| 樓層  | 用途                     |
| ----- | ------------------------ |
| 4～6F | 停車場                   |
| 3F    | 結帳區、商店街、美食街   |
| 2F    | 電器、服裝、生活用品賣場 |
| 1F    | 生鮮食品賣場             |

## 外部連結
- 東帝士量販賣場（基隆店）的Facebook專頁